# Fundulopanchax fallax
Fundulopanchax fallax (Ahl, 1935) è un pesce d'acqua dolce appartenente alla famiglia Nothobranchiidae.

## Distribuzione e habitat
Questa specie è endemica dell'Africa, in Camerun; abita paludi e stagni della foresta pluviale costiera.

## Descrizione
Il corpo è allungato, poco compresso ai fianchi, con dorso leggermente piatto: la bocca è rivolta verso l'alto. Le pinne pettorali sono ampie e tondeggianti, quelle ventrali ovaloidi e minute. La pinna dorsale e quella anale sono opposte e simmetriche, ampie e irregolari. La coda è a ventaglio. 

La livrea, presenta solitamente testa e dorso rosato, fianchi a fondo giallo decorati da piccoli punti rosso vivo bordati d'azzurro, formanti disegni irregolari e striature incomplete. Le pinne pettorali sono trasparenti nella parte superiore e bordò e azzurre nella parte inferiore. Le ventrali azzurre chiazzate di bordò, l'anale azzurra con chiazze bordò alla radice e azzurra con riflessi giallastri nella sua ampiezza. La dorsale è giallastra con riflessi azzurri decorata da ocelli bordò incolonnati verticalmente. La pinna caudale presenta la parte superiore con la medesima colorazione della dorsale e la parte inferiore giallo-azzurra con ocelli bordò orlati d'azzurro.

Le femmine hanno livrea più smorta. Entrambi i sessi raggiungono i 9 cm di lunghezza.

## Biologia
Non è un killifish stagionale.

## Riproduzione
L'incubazione delle uova dura due mesi.

## Pericolo di estinzione
F. fallax è inserita nella Lista rossa IUCN poiché minacciata dalla distruzione del suo habitat naturale (limitato a 500 km²) per far posto alle piantagioni di palma da olio e dalla costruzione (più volte interrotta per motivi bellici) di una diga sul fiume Nyong.

## Acquariofilia
Questa specie è oggetto di interesse acquariofilo per via della sua magnifica colorazione, ma allevata soltanto da appassionati in quanto estremamente difficile da mantenere in acquario, come gli altri killifish.